# 学べる!!ニュースショー!
『学べる!!ニュースショー!』（まなべる ニュースショー）は、2008年10月21日から2009年9月8日までテレビ朝日系列で毎週火曜日の19:00 - 19:54（JST）に放送された報道型バラエティ番組。2008年4月27日に放送された特別番組『使えるニュースSHOW』のレギュラー版。2010年4月14日から放送が開始された『そうだったのか!池上彰の学べるニュース』の前身番組。（2011年5月18日より『そうだったのか!学べるニュース』に改題。2011年12月7日に一旦放送終了したが、12月31日に8カ月ぶりに『そうだったのか!池上彰の学べるニュース 年またぎ7時間半スペシャル！！』として放送され、その2カ月後の2012年2月26日に、タイトルを『そうだったのか!池上彰の学べるニュース』のままに不定期特番として復活した。）

## 出演者
- メインキャスター：川島省吾（劇団ひとり）

当番組では、本名名義で出演。放送上の表記は「川島省吾（劇団ひとり）」。(後継番組『そうだったのか!池上彰の学べるニュース』では劇団ひとり名義で出演し、司会と兼任している）
当番組放送中の2009年2月に、大沢あかねと結婚。同月17日の当番組で、結婚記者会見の模様が放送された。
- サブキャスター ：八木麻紗子（テレビ朝日アナウンサー）

番組開始当時は新人。当番組が、同局入社後初めてのレギュラー番組になった。
当番組放送中の2009年4月から、平日夕方のニュース番組『スーパーJチャンネル』の木・金曜日でも、サブキャスターを担当している。
- ニュース解説 ：池上彰

NHKの記者時代に編集長兼キャスターを担当した『週刊こどもニュース』などと同様に、図表やデータを駆使しながら、ニュースの背景や非常事態への対処法などを分かりやすく解説した。（後継番組『そうだったのか!池上彰の学べるニュース』ではメイン）
- コメンテーター ：土田晃之 後継番組『そうだったのか!池上彰の学べるニュース』にも出演。
- ナレーション ：森功至、渡辺篤史（2009年3月まで）、赤平大（元・テレビ東京アナウンサー、2009年4月から）
- 放送の内容によっては、複数のタレント・専門家・政治家がスタジオゲストとして出演していた。

## 企画
「〜」には、放送時のテーマやキーワードが入る。
〜からの奇跡の脱出（〜の奇跡の物語、〜から生き延びる方法を学ぶ）
番組開始から2009年1月6日放送までのメインコーナー。実際にニュースで報じられた事件や災害を基に、当事者の証言、再現ドラマ、再現実験映像などを織り交ぜながら、いざという時に身を守る（危機から逃れる）方法を紹介。テーマによって内容が大きく変わるため、コーナータイトルを特に統一していなかった。
再現実験や取材の映像には、永井まどかやテレビ朝日の男性アナウンサー（大西洋平など）が、リポーターとして登場していた。
2008年12月9日からは、テーマに応じる形で、著名人出演のシミュレーションドラマを放送した。
池上彰の学べるニュースキーワード
番組開始から2008年11月11日まで、番組の後半に放送。放送前週までのニュースから、生活に関連する金融・経済関連のキーワード（サブプライムなど）を取り上げて池上が解説。
2009年4月21日には、「池上彰のあなたに関わるニュース解説」を放送。当コーナーと似た構成で、「結核」「時効廃止」を解説した。
全国学べるニュースフラッシュ
2008年11月11日から同月25日まで、番組の前半に放送。全国（または特定の地方）で報じられたニュースから、ためになるアイデアや、生活の役に立つグッズなどを番組で追加取材。毎回の放送で、八木が3 - 4本程度のトピックスを紹介した。
取材リポーターとして、永井まどかや前田真里（元長崎文化放送）、清水由美（元名古屋テレビ）が登場。テレビ朝日からは、田原浩史や古澤琢などの男性アナウンサーが不定期で出演した。
池上彰が選ぶ!そうだったのか!記憶に残る昭和ニュースを学ぶ!→そうだったのか!記憶に残るあのニュースから学ぶ!
2009年1月20日から3月10日まで放送（中断期間あり）。番組の全編にわたって放送する場合と、番組のエンディング近くで放送する場合があった。
大事件からスポーツの名場面まで、「もう一度見たい」との要望があった昭和のニュースを、1年単位で当時の映像と池上の解説とともに紹介した。途中からは、取り上げたニュース映像に関するクイズをCM前に字幕で出題。CM明けに、正解の映像を放送する構成になった。
そうだったのか!〜
2009年6月2日放送（「池上彰のそうだったのか!スペシャル」）から最終回までのメインコーナーで、毎回2 - 4項目のニュースや地域情報を扱う。視聴者や出演者からの疑問を基に、一般にはあまり知られていない事実や背景を、池上が解説した。
当コーナーでは毎回、土田に加えて、5人のタレントが週替わりでゲストパネラーとして登場した。
番組の開始当初は、「実際に報じられたニュースから生きる知恵を学ぶ」というコンセプトが、番組宣伝などで前面に打ち出されていた。しかし、2009年に入ってから、池上のニュース解説を番組の中心に据えるようになった。
2009年3月から6月上旬までの定時放送では、複数の専門家・一般人をスタジオに招いて、最新の時事問題とは直接関係のない話題を扱うことがあった（「激安商品を生み出す仕掛け人に学ぶ!!」など）。その場合でも、「（話題の当事者に）学ぶ」という番組の基本姿勢を崩さない構成で放送していた。

## スタッフ
- ナレーション：赤平大
- 構成：樋口卓治、石原健次、田中到、オークラ、水野宗徳、相澤昇
- TD・SW：錦戸浩司
- CAM：有泉重正
- 音声：加藤翠
- 映像：時見正和
- 照明：関本春香
- 美術：堀場綾枝子
- デザイン：小谷知輝
- 美術進行：高橋徹・吉居真夏・山本和記（テレビ朝日クリエイト）
- 大道具：渡瀬大輔
- 小道具：石井琢也
- 電飾：對馬淳一
- メイク：津留ルミ子
- タイトルCG：Vision
- 編集：上本学（IMAGICA）
- MA：岩野博昭（IMAGICA）
- 音響効果：井上竜一、中島栄治、佐々木良平（tsp）
- 編成：林雄一郎、松瀬俊一郎
- 宣伝：下恵子
- TK：船木玉緒
- 制作協力：イマジネーション、創輝、えすと、Clubnight's
- 制作スタッフ：篠原崇、大柿博史、久保田裕介、小野寺香里、前田匡寛、嵐修三郎、内藤晃央
- ディレクター：後藤隆一郎、郷力大也、藤井裕久、丹羽敦子、須田基之、萩森豪、遠藤隆徳、小田切大輔、地曳範剛、丸山信也、今野恒、徳永美哲、山内尚文
- アシスタントプロデューサー：西山隆一、片野正大、須貝マミ、澤入いづみ
- プロデューサー：甲斐候一、渡辺実、奥村彰浩、丹羽敦子、渡部かおり
- 演出：佐宗威史
- ゼネラルプロデューサー：寺田伸也（2009年7月7日- 同年3月までは、チーフプロデューサー・演出）
- チーフプロデューサー：河口勇治（2009年3月までは、スーパーバイザー）
- 製作著作：テレビ朝日

### 過去
- ナレーション：森功至
- 企画：平城隆司
- 構成：鈴木おさむ、吉田基之、工藤ひろこ、古川シュウジ、水野英昭
- プロデューサー：酒巻正幸、小泉哲朗
- 演出：白髭晋二
- アシスタントプロデューサー：渡部かおり、串崎香奈
- ディレクター：秋永真吾、目黒隆志、大嶋伸夫、木村憲、石岡孝利
- 制作スタッフ：小島悠平、中澤圭規、及川慶、吉野萌子、鈴木邦夫、水落拓平、大澤和宏
- 編成：松野良紀
- 宣伝：蓮見理奈
- TD・SW：福原正之
- 音声：新井八月
- 映像：柳沢満
- ロケ技術：七澤甲（TSP）、石川尚文（東通）
- タイトルCG：山本貴歳、藤井俊郎
- CG：森山ヒロカズ（森三平）
- 音響効果：高橋直幹（tsp）
- 制作協力：東通企画、トップシーン

## 放送で取り上げた主なテーマ・内容
- 過去の放送の録画映像と、公式サイト内バックナンバーの内容を基に作成。
- 放送日はテレビ朝日を基準。視聴率はビデオリサーチ調べで、関東地区のみ。
- △：〜からの奇跡の脱出（〜の奇跡の物語、〜から生き延びる方法を学ぶ）で扱ったテーマ
- ◎：池上彰のニュース解説（池上彰の学べるニュースキーワード、そうだったのか!〜 など）で扱ったテーマ

### 2008年
- 10月21日：△岩手・宮城内陸地震（2008年、崖から転落したバスから脱出する方法）、△AEDの正しい使い方、△水越トンネル火災（2000年に大阪府・奈良県境で発生、トンネル火災で安全に避難する方法）、△大雨による住宅水没事故（東京都杉並区、水圧でドアが開かなくなった部屋から脱出する方法）、◎サブプライム問題
  - 『2時間スペシャル』として、19:00 - 21:54に放送。視聴率は11.9%。
  - レギュラー出演者とスタジオゲストは、青色を基調としたニュース番組風のセットを背に、全員座って出演していた（2009年4月7日放送分まで）。
- 10月28日：△新潟県中越地震（2004年、スーパーマーケットで安全に避難する方法）、△エレベーター閉じ込め事故（地震で閉じ込められた際に救助を求める方法）、◎厚生年金記録改ざん問題、◎ねんきん特別便でチェックを要するポイント
  - 前半では、「首都直下地震は今後30年の間に70%の確率で起こる」との予測を基に、新潟県中越地震で安全に避難できた方法を実験映像を交えて紹介。後半には、屋外で脳溢血を起こして倒れた高齢者が、1匹の犬の行動によって救われた実話を再現・証言映像で放送した。
- 11月11日：△火災（有毒ガスから安全に逃れる方法）、◎生命保険会社（契約した会社が破綻した場合の対処法）
- 11月18日：△振り込め詐欺（最新の手口と騙されない方法）
- 11月25日：△火災（室内で発生した火災から安全に避難する方法）
  - 前半では、大下容子の取材で、「学べる!!物価ニュース」を放送。放送週での値下がり率が高いと予想される"お得な野菜"をベスト5形式で紹介してから、その野菜を使った「家計にやさしい美味しいレシピ」を浜内千波が紹介・実演した。
- 12月2日：△北海道南西沖地震(1993年、大津波から安全に避難する方法)
  - 当時奥尻島近辺で発生した大津波について、番組で追跡取材を敢行。大津波から生き延びた島民の証言を基に、再現ドラマやCG映像を織り交ぜながら紹介した。
- 12月9日：△新型インフルエンザ（予防法と対処法）
  - 年末年始の特番編成が組まれた関係で、2008年最後の放送。「ある芸能人が新型インフルエンザに感染した」との想定で、野々村真・坂上とし恵夫妻とその家族が、芸名のままシミュレーションドラマに登場した。

### 2009年
- 1月6日：△病院の患者受け入れ拒否問題（救急カードと小児救急電話）、△阪神・淡路大震災（1995年、建物の倒壊で生き埋めになった場合に救助を求める方法）、△高層ビル火災（ホテルニュージャパン）を例に（高層階で火災に遭遇した場合の避難方法）
  - 『3時間スペシャル』として、19:00 - 21:48に放送。医療被害者の救済などに取り組む（自称）医療ジャーナリスト・伊藤隼也が、スタジオゲストとして前半のみ出演した。
- 1月20日：△リストラ（退職の扱いと退職後の生活術）、◎1986年（チャールズ皇太子・ダイアナ妃夫妻来日）、◎1970年（大阪万博）、◎1972年（あさま山荘事件）、◎1976年（モントリオール五輪でのナディア・コマネチ）
  - 後半には、「突然のリストラ」をテーマにしたシミュレーションドラマを放送。大鶴義丹と伊藤かずえが、夫婦役で出演した。
- 1月27日：◎1981年（千代の富士の横綱昇進）◎1967年（ミニスカートブームとツイギー来日）、◎1988年（ふるさと創生事業）、◎1972年（札幌オリンピックでのジャネット・リン）、◎1970年（よど号ハイジャック事件）
  - 「池上彰が選ぶ!そうだったのか!記憶に残る昭和ニュースを学ぶ!」のみで構成。千代の富士については、横綱時代の名取組や、引退会見の映像も放送した。
- 2月10日：△東名高速道路トラック追突炎上事故（1999年）、◎1988年（ソウルオリンピックでのフローレンス・ジョイナー）、◎1986年（東京・大手町カルガモ親子のお引っ越し）、◎1978年（インベーダーゲームブーム）
  - 道路交通法改正のきっかけになった東名高速道路トラック追突炎上事故の被害者遺族に取材。番組の後半で放送するとともに、遺族による飲酒・ひき逃げ事犯への厳罰化運動を紹介した。
- 2月17日：◎1988年（ソウルオリンピック陸上男子100m決勝）、◎1972年（パンダ初来日）
  - 当初は、従来の定時放送と同じく、放送前日に収録した内容を流す予定だった。しかし、当日の収録後（放送日の午前0時）に、川島が大沢との婚姻届を提出。この影響で、番組の大半を生放送での結婚記念特集に差し替え。2人の結婚記者会見や、収録前日の川島の様子を収めた映像も放送された。
- 2月24日：◎1998年（長野オリンピック）、◎1985年（ウーパールーパーブーム）、◎1962年（ジョン・F・ケネディ暗殺）、◎1976年（ロッキード事件）、◎1988年（ソウルオリンピックでの鈴木大地）、◎1975年（初代貴乃花初優勝）、◎1974年（長嶋茂雄現役引退）、◎1972年（横井庄一帰国）
  - 番組の大半を、「そうだったのか!記憶に残るあのニュースから学ぶ!」で構成。後半には、花粉症対策に役立つ家電製品を紹介した。
- 3月3日：◎1988年（青函トンネル開通）
  - 現職（放送当時）の国会議員をスタジオに招いての企画「緊急討論!どうなる麻生政権!私たちの生活はどう変わるのか!?」の放送を開始。平沢勝栄、木原誠二、長妻昭、松原仁が、定額給付金などの政策の是非をめぐって意見を戦わせた。
- 3月10日：◎1983年（ロナルド・レーガンと中曽根康弘の日米首脳会談）
  - 片山さつき、増子輝彦、山田正彦、西川公也を招いて、討論企画の第2弾を実施。しかし、番組史上最低の視聴率(4.7%)を記録した。
- 4月7日:「交通警察スペシャル」
  - テレビ朝日の特別番組として人気のある『激録!交通警察24時』を組み込む形で、『3時間スペシャル』として、19:00 - 21:48に放送。スタジオにゲストを呼ばなかった。
- 4月21日:◎結核、◎時効廃止
  - 番組の内容をリニューアル。
    - 黄色を基調としたセットの中央に、大型モニターを新設。モニターをはさんで、一般ゲスト用のひな壇席（2段）と、池上・土田・専門家（またはタレントゲスト）用の席が向かい合う配置に変わった。また、川島と八木が、モニターの横に並び立つ格好で番組を進行するようになった。

  - 「片付けられない女性」をテーマに、番組の大半で収納術を紹介。スタジオには、「整理整頓のスペシャリスト」と称する芳賀裕子と、収納に悩む女性10人が登場した。
- 4月28日:△うつ病（「うつ病を克服した芸能人からうつ病の実態と克服法を学ぶ!!」）
  - うつ病を体験した音無美紀子、生田悦子、岸部四郎がスタジオに登場。音無のケースを中心に、うつ病の実態と克服法を紹介した。また、小山明子、萩原流行、千葉麗子も、VTRでのインタビューで出演した。
- 5月5日:「地方を元気にさせたお年寄りの知恵に学ぶ!!」
  - 北海道穂別町での自主映画制作など、高齢者による地域活性化の取り組みを、取材映像を交えながら4例紹介した。
- 5月12日:「不況だから再認識!激安商品を生み出す仕掛け人に学ぶ!!」
  - 取材映像や池上の解説を交えながら、商品・サービスを格安で提供できる30の仕組みを紹介。関連するバイヤーや企業経営者など、6名がスタジオに登場した。また、テレビ朝日の野上慎平アナウンサーが、VTR取材のリポーターとして出演していた。
- 5月19日:「ペットブームに潜む光と陰に学ぶ!!」
  - ペット産業の最新事情から、犬屋敷やメタボペットなど、ペットを取り巻く健康・社会問題を取り上げた。
- 6月2日:◎新型インフルエンザ、◎不景気、◎エコポイント、◎北朝鮮の核実験再開、◎プーチン（ロシア首相）の来日、◎体罰
  - 『池上彰のそうだったのか!スペシャル』として放送。ひな壇席に座った6人のタレント（レギュラー出演の土田を含む）を前に、池上が立ったままで時事問題の疑問を解き明かした。この放送を機に、「そうだったのか!〜」をレギュラーコーナー化。最終回まで続いた。
- 6月9日:△暴走ドライバー、△落書き、◎北朝鮮
  - 前半では、「迷惑問題の解決法から学ぶ」というテーマで、地域ぐるみでドライバーの暴走や落書きを食い止めた事例を紹介。後半では、「池上彰のそうだったのか!ニュース」として、北朝鮮に関する6つの疑問を池上が解き明かした。
- 6月16日:◎GMの破綻、◎世襲議員、◎臓器移植法改正
- 6月23日:◎官僚、◎日本国の借金、◎ソマリアの海賊、△救命救急
  - 『2時間スペシャル』として、19:00（一部の局では19:04） - 20:54に、「池上彰のそうだったのか!スペシャル」（前半）と「緊急出動!命を救う現場に密着!」（後半）の2本立てで放送した。
  - 後半では、急病人の搬送・応急処置に当たる和歌山県立医科大学附属病院および前橋赤十字病院のドクターヘリと埼玉県立小児医療センターの新生児専門ドクターカー、災害現場で人命救助を行う東京消防庁八王子消防署の特別救助隊に密着取材。前半とは別のゲストをスタジオに迎えながら、取材の模様をVTRで紹介した。
- 7月7日:◎サミット、◎中国
- 7月14日:◎衆議院の解散、◎地方分権、◎官製談合、◎待機児童
- 7月21日、8月25日:◎アメリカ
- 7月28日:◎総選挙、◎国会議員
- 8月4日:◎裁判員制度、◎ロシア
- 8月11日:◎アフガニスタン、◎アウン・サン・スー・チー
- 8月18日:◎円高と大不況、◎インド
- 9月1日:◎政権交代、◎パレスチナ問題
  - 第45回衆議院議員総選挙投票日の2日後に、民主党圧勝の結果を受ける形で放送された。
- 9月8日（最終回）:◎高速道路、◎食料自給率問題、◎米軍基地、◎介護問題
  - 『政権交代でどうなる?　ニッポンの宿題スペシャル』として、19:00（一部の局では19:04） - 20:54に放送。民主党が主張する政策の一部（高速道路の無料化、農家への戸別所得補償など）にも言及した。
  - 池上・八木・岡田圭右・森公美子は、当企画の収録を前に、アメリカ空軍の嘉手納基地（沖縄県）敷地内の施設を取材。池上が米軍基地問題を解説する際に、取材映像の一部を放送した。ただし、岡田と森はスタジオに出演していない。また、番組の前半（高速道路、食料自給率問題）と後半（米軍基地、介護問題）で、スタジオパネラーの一部が入れ替わった。

## 放送について
- 当番組では、2008年9月19日と9月23日の深夜枠で、本放送の紹介を兼ねた特別版を先行放送。2008年10月28日から2009年9月1日までは、テレビ朝日と一部の系列局で、定時放送の際に後枠（19:54 - 20:00）でミニ番組『ニュースショー!』を放送していた。
- 当番組のCM枠のうち、ネットセールス分の放送時間は、番組開始から2009年3月の放送分まで4分に設定。しかし、2009年4月の放送分からは、3分に縮小された。
- テレビ朝日系列局の一部（ABCなど）では、「2時間（3時間）スペシャル」の際に、他の系列局から4分遅れて放送することがあった。これは、本来は当番組の後枠で放送するローカルのミニ番組枠（テレビ朝日などでは『ニュースショー!』の枠に相当）を、当番組スペシャルの直前まで繰り上げることによる措置である。現に、スペシャル版の予告では、正規の放送時間に「（一部地域を除く）」とのただし書きが付けられていた。ただし、オープニング映像の切れ目に合わせて飛び乗る格好となったため、番組の大筋には影響していない。
- 草彅剛の逮捕（2009年4月）で『『ぷっ』すま』（テレビ朝日制作）の放送が休止された時期には、テレビ高知、チューリップテレビ、山陰放送（いずれもTBS系列局）が、同番組の穴埋めとして当番組を放送していた。なお、山陰放送では、それ以前から不定期で放送していた。
- 2009年12月29日には、3部構成の年末特別番組『そうだったのか!池上彰の学べるニュース』として復活（18:30 - 21:54）[1]。視聴率12.6%。当番組のレギュラー陣から池上、川島（劇団ひとり名義）、土田が出演するほか、一部の時間帯で緊急生放送として放送している。
- 2010年2月13日にも、『そうだったのか!池上彰の学べるニュース2時間スペシャル』として放送された。視聴率 18.1%（19:00 - 20:51）。また、3月16日にも『学べるニューススペシャル』を放送された。視聴率17.7%。（19:00 - 21:48）。
- 2010年4月より水曜20時枠で『そうだったのか!池上彰の学べるニュース』として再びゴールデンタイムでレギュラー放送開始[2]。なお、2011年3月末で池上彰が番組を卒業する予定だったが、3月11日に未曾有の大災害となった東北地方太平洋沖地震（東日本大震災）が発生したため、3月16日の3時間スペシャルでは放送内容を変更して緊急生放送とし、池上が大震災に関しての解説を行った。以後も4月6日まで4週にわたって緊急生放送を編成し、4月13日の緊急特別番組まで池上が出演した(→東日本大震災における放送関連の動き#番組編成への影響なども参照)。それらを経て、5月18日からは『そうだったのか!学べるニュース』に改題して放送されている。

## 視聴率
- テレビ朝日では、当番組の放送前から、木曜日以外の平日19時枠の番組が低迷。当番組も、初回に11.9%を記録したものの、その後は1桁台の視聴率が続いた。（いずれも関東地区）
- 2009年4月以降は、関東地区の視聴率がほぼ2桁にまで上昇。7月7日の放送では、関西地区で、NHKを含めて同時間帯1位の11.3％を記録した。
- 2009年8月の時点で放送終了が決まっていたにもかかわらず、9月8日の放送では、関東地区で同時間帯2位（民放1位）の14.6%を記録。最終回にして、番組史上最高の視聴率を達成した。なお、最初に当番組の終了を報じたのは、2009年8月12日付のデイリースポーツである[3]。

## 備考
- 当番組は基本として、放送日の前日（月曜日）に収録された（2009年2月17日の放送で判明）。
- 番組内の映像や出演者の発言のうち、番組側で「視聴者が学べる」と判断した情報を「学べる!ポイント」（池上のニュース解説では「池上ポイント」）と定義。収録映像に字幕を挿入する形で、情報の要旨を表示していた。
- 2009年7月に刊行された池上の著書『わかりやすく<伝える>技術』（講談社現代新書 ISBN 4062880032）の中に、当番組で全国学力テストを解説した時の裏話や、当番組における土田のコメントを評価するくだりがある。この本はいわゆる「番組本」ではなく、当番組をはじめ、池上がテレビの現場で培ったプレゼンの技術を紹介する目的で刊行された。
- 本番組の終了と同時に各局で池上がニュースを解説するという類似番組が次々と制作され、2010年春現在、池上はテレビ界で最も視聴率を稼げる出演者と活字メディアなどで紹介されている。